# Irama

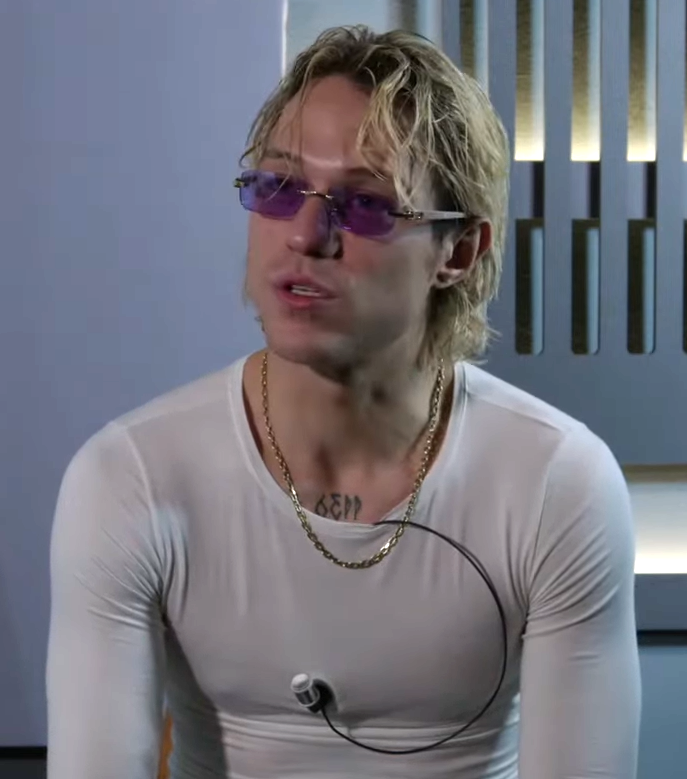
Irama (2024)

Irama (* 20. Dezember 1995 in Carrara als Filippo Maria Fanti) ist ein italienischer Sänger.

## Werdegang
Fanti begeisterte sich schon früh für Musik, besonders für Cantautori wie Francesco Guccini, Fabrizio De André oder Lucio Battisti. In seiner Jugend interessierte er sich zunehmend für Hip-Hop. Als Künstlernamen wählte er nun Irama, ein Anagramm seines zweiten Vornamens und gleichzeitig ein malaiisches Wort, mit dem das Tempo der Gamelan-Musik bezeichnet wird. Erstmals einem größeren Publikum präsentierte er sich 2015 bei der Fernsehsendung #SG – Sanremo Giovani, in der er als Teilnehmer für die Newcomer-Kategorie des Sanremo-Festivals 2016 ausgewählt wurde. Dort schaffte er es mit seinem Lied Cosa resterà jedoch nicht ins Finale. Parallel erschien sein erstes, selbstbetiteltes Album.
Beim Coca-Cola Summer Festival 2016 gewann Irama mit Tornerai da me die Newcomer-Kategorie. An dem Festival nahm der Sänger auch 2017 wieder teil. Ende des Jahres nahm er an der Castingshow Amici di Maria De Filippi teil, die er am 11. Juni 2018 gewann. Mit der EP Plume erreichte er in der Finalwoche die Chartspitze. Auch die Single Nera konnte bis auf Platz zwei der Singlecharts vordringen. Im selben Jahr erschien Iramas zweites Album Giovani, das erneut die Chartspitze erreichte. Beim Sanremo-Festival 2019 erreichte der Sänger mit La ragazza con il cuore di latta den 7. Platz, ebenfalls 2019 hatte er einen Sommerhit mit Arrogante.
Im Sommer 2020 erreichte Irama mit Mediterranea erstmals die Spitze der Singlecharts, gefolgt vom Nummer-eins-Album Crepe. 2021 kehrte er nach Sanremo zurück und belegte dort schließlich mit La genesi del tuo colore Platz 5. Es folgte ein weiterer Sommerhit, Melodia proibita. Beim Sanremo-Festival 2022 verbesserte sich der Sänger erneut und landete mit Ovunque sarai auf dem vierten Platz. Im Anschluss erschien das Album Il giorno in cui ho smesso di pensare, das erneut die Chartspitze erreichte. Erfolgreich war Irama in diesem Jahr auch mit dem Lied 5 gocce zusammen mit dem Rapper Rkomi, der wie er am Sanremo-Festival teilgenommen hatte. Diese Zusammenarbeit führte zum gemeinsamen Album No Stress (2023) und einer gemeinsamen Tournee.
2024 kehrte Irama zum Sanremo-Festival zurück und erreichte mit Tu no einen weiteren fünften Platz.

## Diskografie

### Alben
| Jahr | Titel Musiklabel                                         | Höchstplatzierung, Gesamtwochen, AuszeichnungChartplatzierungen (Jahr, Titel, Musiklabel, Platzierungen, Wochen, Auszeichnungen, Anmerkungen) | Höchstplatzierung, Gesamtwochen, AuszeichnungChartplatzierungen (Jahr, Titel, Musiklabel, Platzierungen, Wochen, Auszeichnungen, Anmerkungen) | Anmerkungen                                                                                       |
| Jahr | Titel Musiklabel                                         | CH | IT | Anmerkungen                                                                                       |
| ---- | -------------------------------------------------------- | --- | --- | ------------------------------------------------------------------------------------------------- |
| 2016 | Irama Da 10 Production / Warner Music Italy              | — | IT41 (14 Wo.)IT | Erstveröffentlichung: 12. Februar 2016                                                            |
| 2018 | Plume Warner Music Italy                                 | CH20 (2 Wo.)CH | IT1 ×3Dreifachplatin · (54 Wo.)IT | Erstveröffentlichung: 1. Juli 2018 Verkäufe: + 150.000                                            |
| 2018 | Giovani / Giovani per sempre Warner Music Italy          | CH88 (1 Wo.)CH | IT1 Platin · (50 Wo.)IT | Erstveröffentlichung: 19. Oktober 2018 Wiederveröffentlichung: 8. Februar 2019 Verkäufe: + 50.000 |
| 2020 | Crepe Warner Music Italy                                 | — | IT1 Platin · (71 Wo.)IT | Erstveröffentlichung: 28. August 2020 Verkäufe: + 50.000                                          |
| 2022 | Il giorno in cui ho smesso di pensare Warner Music Italy | CH19 (2 Wo.)CH | IT1 ×4Vierfachplatin · (125 Wo.)IT | Erstveröffentlichung: 25. Februar 2022 Verkäufe: + 200.000                                        |
| 2023 | No Stress Atlantic Records / Island Records              | — | IT2 Gold · (26 Wo.)IT | Erstveröffentlichung: 7. Juli 2023 Verkäufe: + 25.000; mit Rkomi                                  |

### Singles
| Jahr | Titel Album                                                    | Höchstplatzierung, Gesamtwochen, AuszeichnungChartplatzierungen (Jahr, Titel, Album, Platzierungen, Wochen, Auszeichnungen, Anmerkungen) | Höchstplatzierung, Gesamtwochen, AuszeichnungChartplatzierungen (Jahr, Titel, Album, Platzierungen, Wochen, Auszeichnungen, Anmerkungen) | Anmerkungen                                                                                   |
| Jahr | Titel Album                                                    | CH | IT | Anmerkungen                                                                                   |
| --- | -------------------------------------------------------------- | --- | --- | --------------------------------------------------------------------------------------------- |
| 2015 | Cosa resterà Irama                                             | — | IT100 (1 Wo.)IT | Erstveröffentlichung: 28. November 2015                                                       |
| 2018 | Un giorno in più Plume                                         | — | IT24 Gold · (5 Wo.)IT | Erstveröffentlichung: 1. März 2018 Verkäufe: + 25.000                                         |
| 2018 | Nera Plume                                                     | — | IT2 ×4Vierfachplatin · (44 Wo.)IT | Erstveröffentlichung: 1. Juni 2018 Verkäufe: + 200.000                                        |
| 2018 | Bella e rovinata Giovani                                       | — | IT21 Platin · (21 Wo.)IT | Erstveröffentlichung: 30. Oktober 2018 Verkäufe: + 50.000                                     |
| 2019 | La ragazza con il cuore di latta Giovani per sempre            | CH58 (1 Wo.)CH | IT3 ×2Doppelplatin · (17 Wo.)IT | Erstveröffentlichung: 6. Februar 2019 Verkäufe: + 100.000                                     |
| 2019 | Arrogante Crepe                                                | — | IT9 ×3Dreifachplatin · (27 Wo.)IT | Erstveröffentlichung: 24. Mai 2019 Verkäufe: + 210.000                                        |
| 2020 | Mediterranea Crepe                                             | CH92 (3 Wo.)CH | IT1 ×5Fünffachplatin · (68 Wo.)IT | Erstveröffentlichung: 19. Mai 2020 Verkäufe: + 350.000                                        |
| 2020 | Crepe                                                          | — | IT18 ×2Doppelplatin · (27 Wo.)IT | Erstveröffentlichung: 25. September 2020 Verkäufe: + 140.000                                  |
| 2020 | Ragazzi della nebbia –                                         | — | IT54 (2 Wo.)IT | Erstveröffentlichung: 11. November 2020 mit Mace & FSK Satellite                              |
| 2021 | La genesi del tuo colore –                                     | CH75 (1 Wo.)CH | IT3 ×3Dreifachplatin · (30 Wo.)IT | Erstveröffentlichung: 4. März 2021 Beitrag zum Sanremo-Festival 2021 Verkäufe: + 210.000      |
| 2021 | Melodia proibita –                                             | — | IT19 ×2Doppelplatin · (21 Wo.)IT | Erstveröffentlichung: 18. Juni 2021 Verkäufe: + 140.000                                       |
| 2022 | Ovunque sarai Il giorno in cui ho smesso di pensare            | CH11 (4 Wo.)CH | IT2 ×4Vierfachplatin · (29 Wo.)IT | Erstveröffentlichung: 2. Februar 2022 Verkäufe: + 400.000; Beitrag zum Sanremo-Festival 2022  |
| 2022 | 5 gocce Il giorno in cui ho smesso di pensare                  | — | IT3 ×5Fünffachplatin · (50 Wo.)IT | Erstveröffentlichung: 25. März 2022 Verkäufe: + 500.000; feat. Rkomi                          |
| 2022 | Pampampampampampampampam Il giorno in cui ho smesso di pensare | — | IT16 Platin · (17 Wo.)IT | Erstveröffentlichung: 30. Juni 2022 Verkäufe: + 100.000                                       |
| 2023 | Hollywood No Stress                                            | — | IT17 ×2Doppelplatin · (24 Wo.)IT | Erstveröffentlichung: 9. Juni 2023 Verkäufe: + 200.000; mit Rkomi & Shablo                    |
| 2024 | Tu no –                                                        | CH16 (3 Wo.)CH | IT5 ×2Doppelplatin · (18 Wo.)IT | Erstveröffentlichung: 7. Februar 2024 Verkäufe: + 200.000; Beitrag zum Sanremo-Festival 2024  |
| 2024 | Galassie –                                                     | — | IT21 Platin · (20 Wo.)IT | Erstveröffentlichung: 17. Mai 2024 Verkäufe: + 100.000                                        |
| 2025 | Lentamente –                                                   | CH57 (1 Wo.)CH | IT12 Gold · (13 Wo.)IT | Erstveröffentlichung: 12. Februar 2025 Verkäufe: + 100.000; Beitrag zum Sanremo-Festival 2025 |
| Folgende Lieder erschienen nicht als Single, wurden aber durch das Album zum Download und Streaming bereitgestellt und konnten somit eine Platzierung erlangen: |                                                                | | |                                                                                               |
| |                                                                | | |                                                                                               |
| 2018 | Che ne sai Plume                                               | — | IT45 (4 Wo.)IT | Charteinstieg: 7. Juni 2018                                                                   |
| 2018 | Che vuoi che sia Plume                                         | — | IT53 (2 Wo.)IT | Charteinstieg: 7. Juni 2018                                                                   |
| 2018 | Voglio solo te Plume                                           | — | IT42 Gold · (4 Wo.)IT | Charteinstieg: 7. Juni 2018 Verkäufe: + 25.000                                                |
| 2018 | Un respiro Plume                                               | — | IT71 (2 Wo.)IT | Charteinstieg: 7. Juni 2018                                                                   |
| 2022 | Una lacrima Il giorno in cui ho smesso di pensare              | — | IT24 Platin · (12 Wo.)IT | Charteinstieg: 4. März 2022 Verkäufe: + 100.000; feat. Sfera Ebbasta                          |
| 2022 | Colpiscimi Il giorno in cui ho smesso di pensare               | — | IT55 (2 Wo.)IT | Charteinstieg: 4. März 2022 feat. Lazza                                                       |
| 2022 | Iride Il giorno in cui ho smesso di pensare                    | — | IT81 (1 Wo.)IT | Charteinstieg: 4. März 2022 feat. Guè                                                         |
| 2022 | A L I Il giorno in cui ho smesso di pensare (Deluxe Edition)   | — | IT16 Platin · (21 Wo.)IT | Charteinstieg: 2. Dezember 2022 Verkäufe: + 100.000                                           |
| 2023 | Sexy No Stress                                                 | — | IT45 (3 Wo.)IT | mit Rkomi feat. Guè                                                                           |

Weitere Singles
- 2016: Tornerai da me (IT: Gold; 25.000+)
- 2016: Non ho fatto l’università
- 2017: Mi drogherò
- 2020: Milano (feat. Francesco Sarcina)

### Gastbeiträge
| Jahr | Titel Album                     | Höchstplatzierung, Gesamtwochen, AuszeichnungChartplatzierungen (Jahr, Titel, Album, Platzierungen, Wochen, Auszeichnungen, Anmerkungen) | Höchstplatzierung, Gesamtwochen, AuszeichnungChartplatzierungen (Jahr, Titel, Album, Platzierungen, Wochen, Auszeichnungen, Anmerkungen) | Anmerkungen                                    |
| Jahr | Titel Album                     | CH | IT | Anmerkungen                                    |
| --- | ------------------------------- | --- | --- | ---------------------------------------------- |
| Folgende Lieder erschienen nicht als Single, wurden aber durch das Album zum Download und Streaming bereitgestellt und konnten somit eine Platzierung erlangen: |                                 | | |                                                |
| |                                 | | |                                                |
| 2021 | Luna piena Taxi Driver          | — | IT12 ×5Fünffachplatin · (74 Wo.)IT | Rkomi feat. Irama & Shablo Verkäufe: + 500.000 |
| 2025 | Cchiù bene ’e me Ragazzo di Giù | — | IT98 (1 Wo.)IT | Rocco Hunt feat. Irama                         |
| 2025 | Mille problemi Manifesto        | — | IT83 (1 Wo.)IT | Shablo feat. Joshua, Irama & Tormento          |

## Auszeichnungen für Musikverkäufe
Anmerkung: Auszeichnungen in Ländern aus den Charttabellen bzw. Chartboxen sind in ebendiesen zu finden.
| Land/RegionAuszeichnungen für Musikverkäufe (Land/Region, Auszeichnungen, Verkäufe, Quellen) | Gold     | Platin       | Verkäufe  | Quellen |
| -------------------------------------------------------------------------------------------- | -------- | ------------ | --------- | ------- |
| Italien (FIMI)                                                                               | 5× Gold5 | 53× Platin53 | 4.250.000 | fimi.it |
| Insgesamt                                                                                    | 5× Gold5 | 53× Platin53 |           |         |